# Pellionia macrophylla
Pellionia macrophylla är en nässelväxtart som beskrevs av Wen Tsai Wang. Pellionia macrophylla ingår i släktet Pellionia och familjen nässelväxter. Inga underarter finns listade i Catalogue of Life.